# Tony Sheridan
Tony Sheridan (født Andrew Esmond Sheridan McGinnity den 21. maj 1940 i Norwich, Norfolk, død 16. februar 2013 i Hamborg, Tyskland) var en britisk sanger og rockmusiker.
Han spillede i en ung alder backing for de amerikanske rock 'n' roll-ikoner Gene Vincent og Eddie Cochran i England og tog kort efter til Hamborg, hvor han optrådte i klubber. I Hamborg mødte han i 1960 en tidlig udgave af The Beatles. 
Sheridan er mest kendt for de indspilninger har foretog med The Beatles som backinggruppe i 1961. Indspilningerne er udgivet på en lang række albummer i forskellige varianter. 

## Biografi
Sheridan blev født i Norwich i Norfolk i det østlige England, hvor han voksede op i en musikalsk interesseret familie. Han lærte at spille violin og guitar og allerede som 16 årig dannede han sit første band. Han fik hurtigt et seks måneders engagement i London's "Two I's" club. Som 18-årig begyndte han at optræde i tv-programmet Oh Boy! produceret af ITV, hvor han spillede elguitar til tidligere rockklassikere som "Blue Suede Shoes", "Glad All Over", "Mighty Mighty Man" og "Oh Boy!". Han er angiveligt den første, der spillede elguitar på britisk tv.
Han fik hurtigt jobs i backingbands, herunder for Gene Vincent og Conway Twitty, da disse spille i England. I begyndelsen af 1960 var han på turne med Gene Vincent og Eddie Cochran. Den 16. april afslog Vincent og Cochran Sheridans ønske om at køre med dem til det næste koncertsted, hvorved Sheridan undgik at være en den bil, der kørte galt og dræbte Cochran og påførte Vincent alvorlige skader.
Sheridans band fik senere i 1960 et job i Bruno Koschmiders "Kaiserkeller" klub i Hamburg i Vesttyskland og bandet tog afsted uden Sheridan. Sheridan tog dog senere selv til Hamborg og spillede der mellem 1960 og 63. Da Sheridan spillede i Hamborg havde han flere backingbands, de fleste blot tilfældigt samlede musikere. Sheridan mødte imidlertid i 1960 The Beatles (John Lennon, Paul McCartney, George Harrison, Stu Sutcliffe og Pete Best) i Hamborg under Beatles' første besøg i byen. Da The Beatles vendte tilbage til Hamborg i 1961 begyndt bandet at arbejde sammen med Sheridan. Bandet, og særlig George Harrison, så op til den lidt ældre og mere erfarne Sheridan. The Beatles optrådte fra tid til anden som backingband for Sheridan og Sheridan medvirkede også flere gange ved The Beatles' shows.
På et tidspunkt så den tyske pladeproducer Bert Kaempfert Sheridan med The Beatles, og han foreslog, at Sheridan foretog indspilninger med sit backingband på Polydor. Kaempfert så Sheridan som "stjernen" og selv om Polydor også signede The Beatles som backingband, blev det indføjet i kontrakten med de fire medlemmer af Beatles (Lennon, McCartney, Harrison and Best), at de kun behøvede spille på to numre. Sheridan og backingbandet The Beatles indspillede over to dage i juni 1961 en række sange, herunder Sheridans "My Bonnie" og "The Saints" og Beatles' "Ain't She Sweet" og "Cry for a Shadow" samt tre yderligere numre. Polydor havde store forventninger til Sheridans fremtid og anvendte ikke de to Beatles numre i første omgang. Både Sherian og Lennon har siden hævdet, at der blev indspillet flere numre under optagelserne, men disse er aldrig siden kommet frem.
En single fra optagelserne, "My Bonnie"/"The Saints", nåede en 5. plads på de tyske hitlister). Polydor udsendte i 1962 et album My Bonnie i Vesttyskland. Navnet Beatles blev anset for at ligge for tæt på det tyske ord Pidels, der er nordtysk slang for penis (i flertal), hvorfor albummet blev krediteret Tony Sheridan and The Beat Brothers. Efter The Beatles var blevet berømte blev albummet genudsendt i Storbritannien, hvor det blev krediteret "Tony Sheridan and The Beatles". Navnet "The Beat Brothers" blev senere anvendt af flere af de grupper, der akkompagnerede Sheridan. 
Sheridan spillede også kortvarigt med Ringo Starr i sit band i begyndelsen af 1962, indtil Ringo Star gik tilbage til Rory Storm and the Hurricanes. Starr var utilfreds med, at Sheridan optrådte med sange, som han ikke havde øvet med sit band.
I midten af 1960'erne skiftede Sheridan musikalsk stil og bevægede sig mod en mere blues- og jazz-orienteret lyd. Han blev desillusioneret over berømmelsen, som samarbejdet med The Beatles havde ført med sig og han begyndte at optræde for tropperne i Vietnam under Vietnamkrigen. Under en optræden blev der åbnet ild, og et medlem af Sheridans band blev dræbt. Sheridan blev udnævnt til kaptajn i US Army hæren som belønning for sit arbejde i hæren.
I begyndelsen af 1970'erne var Sheridan vært på et tysk radioprogram med bluesmusik og gav løbende koncerter, herunder med Elvis Presleys TCB Band.
Den 13. august 2002 udgav Sheridan albummet Vagabond med primært eget materiale, men også en ny, mere blues-baseret, version af "Skinny Minnie" fra sit første album.

## Diskografi (udvalg)
Album
- 1962 - My Bonnie (som Tony Sheridan and the Beat Brothers)
- 1964 - The Beatles' First (som The Beatles featuring Tony Sheridan)
- 1978 - Worlds Apart (som Tony Sheridan & the Elvis Presley Band)
- 1984 - Novus
- 1987 - Dawn Colours
- 1996 - Live and Dangerous
- 2002 - Vagabond
- 2010 - Here & Now

Singler/EP'er
- 1962 - Mister Twist (EP)
- 1962 - Ya Ya (EP)
- 1964 - Jambalaya / Will You Still Love Me Tomorrow
- 1965 - Shake It Some More / La Bamba (som Tony Sheridan & The Big Six)
- 1965 - Vive L'Amour / Hey-Ba-Ba-Re-Bop (Tony Sheridan & The Big Six)
- 1966 - Jailhouse Rock / Skinny Minny (Tony Sheridan & The Big Six)
- 1966 - The Creep / Just You And Me
- 1967 - Ich Will Bei Dir Bleiben / Ich Lass Dich Nie Wieder Geh'n
- 1972 - I Believe In Love / Monday Morning (som Carole & Tony)
- 1975 - If She'd Have Stayed / Lonely

## Eksterne links
- Wikimedia Commons har flere filer relateret til Tony Sheridan
- Officielt website
- Tony Sheridan på allmusic.com
- Diskografi på Discogs
- Are You Tony Sheridan? Dokumentar på RTE Radio 1